# Асен Драгнев
Асен Константинов Драгнев е български композитор, аранжьор, продуцент и изпълнител в групите „Спринт“, „Баракуда“, „Кози Рок“ и „Атлас“.

## Биография
Роден е на 14 януари 1961 г. в София. Син е на композитора Константин Драгнев – Графа – една от най-влиятелните фигури в българската популярна песен.
Асен се занимава с музика от дете (пиано). Завършил Българската държавна консерватория – Естраден факултет (1981).
Опитва се да създаде първата група още в гимназията сзаедо със съученика си Петър Писарски („Атлас“).
След 2 години по увеселителни заведения в Норвегия, е сред основателите на група „Спринт“, с която работи между 1983 и 1989. Сред по известните му песни през този период са „Роботът“, „Хей, здравей“, „До телефона“. Постепенно се утвърждава сред новото поколение композитори и аранжори .
Заедно с Александър Александров създават трио „Баракуда“, а през 1994 създава студийната формация „Кози рок“, с която издава два албума.

## Творчество
Автор на повече от двеста песни в областта на популярната музика, изпълнявани от известни български солисти и групи: Дует „Ритон“, Маргарита Хранова, Васил Петров, Панайот Панайотов, група „НЛО“, Петко Петков и Стефка Минева, Кристина Димитрова, Чочо Владовски, Орлин Горанов, Жан Шейтанов, Силвия Кацарова, Васил Найденов, „Тоника СВ“, Георги Христов, Венета Рангелова, Богдан Томов, Лили Иванова, Борис Годжунов, Стенли, Йова Иванова, Роксана Белева, Ирина Флорин, Румяна Коцева и др.
Негови популярни песни са: „Счупено-купено“, „Ходете пеша“, „Вече си друг“, „Не така...“, „Спомени“, „Две пътеки“, „Остани“, „Новото лице“, „Хей, капитане“, „Петък 13“, „„Македонка“, „Старият музикант“, „Диоген“, „Морето плаче“ и др.
Автор на повече от 500 аранжименти. Има награди за песни на различни фестивали и конкурси:
- „Белият ден, белият свят“ – Награда на „Балкантон“ – 1989
- „Македонка“ – Специална награда на „Златният Орфей“ – 1994
- „Стига сълзи“ – Трета награда на „Златният Орфей“ – 1997
- „Океан от обич“ – Втора награда на конкурса „София пее“ – 2009
- „Риза и чадър за дъжд“ – Голямата награда на фестивала „Златен Арлекин“ – Плевен, 2010

## Награди
| Година | Награда           | Песен / Изпълител                                         | Фестивал                               | Град / Държава |
| ------ | ----------------- | --------------------------------------------------------- | -------------------------------------- | -------------- |
| 2010   | Голямата награда  | „Риза и чадър за дъжд“                                    | Фестивал „Златен Арлекин“              | Плевен         |
| 2009   | II награда        | „Океан от обич“                                           | Конкурс „София пее“                    | Бургас         |
| 1996   | I награда         | Песен за Варна – „Морето плаче“ – Христо Кидиков, 1996 г. | Международен фестивал „Песни за Варна“ | Варна          |
| 1997   | III награда       | „Стига сълзи“                                             | Международен фестивал „Златният Орфей“ | Слънчев бряг   |
| 1996   | III награда       | „Диоген“ (изп. Петко Петков и Стефка Минева)              | Международен фестивал „Златният Орфей“ | Слънчев бряг   |
| 1994   | Специална награда | „Македонка“                                               | Международен фестивал „Златният Орфей“ | Слънчев бряг   |
|        |                   | „Песен за София“                                          | „Младежки конкурс за забавна песен“    | София          |

## Обществен ангажимент
Асен Драгнев е член на Сдружение „Независими автори, музиканти и продуценти“ (СНАМП) и заедно с група „Спринт“ участва в инициативата „Концерти с кауза“.